# Orinus
Orinus is een geslacht uit de grassenfamilie (Poaceae). De soorten van dit geslacht komen voor in Azië.

## Soorten
Van het geslacht zijn de volgende soorten bekend: 
- Orinus anomala
- Orinus arenicola
- Orinus kokonorica
- Orinus thoroldii
- Orinus tibeticus